# Меггі Де Блок
Меггі Селін Луїза Де Блок ([ˈmɛɡi sɛˈlin luˈiz də ˈblɔk], (28 квітня 1962 , Merchtemd, Галле-Вілвордеd ) — бельгійський політик із Open VLD, яка з 2020 року очолює фракцію своєї партії в Палаті представників.
Де Блок обіймала посаду міністра соціальних справ та охорони здоров'я в урядах прем'єр-міністрів Бельгії Шарля Мішеля та Софі Вільмес з 2014 по 2020 рік. Після перестановок 9 грудня 2018 року, щоб запобігти розвалу уряду, до її повноважень міністра увійшли міграційні питання та надання притулку.

## Ранній життєпис та кар'єра
Меггі Селін Луїза Де Блок народилася 1962 року в Мерхтемі, провінція Брабант в сучасному Фламандському Брабанті). Вона була першою з трьох дітей, народжених в родині Яні Де Блока, який працював у бельгійській залізничній компанії NMBS/SNCB. Після народження її першого брата мати стала домогосподаркою, щоб доглядати за дітьми. Коли Меггі виповнилося 7 років, її батько загинув в автокатастрофі. Через п'ять місяців її мати народила Меггі другого брата, якого вони назвали Яном на честь батька.
Меггі Де Блок навчалася в колишній середній школі Koninklijk Lyceum (нині Lyceum Martha Somers Brussel) у Лакені. Після закінчення школи вона вивчала медицину в Vrije Universiteit Brussel. У 1982 році, ще будучи студенткою, Де Блок вийшла заміж за Люка Ассельмана. У шлюбі народилося двоє дітей. Здобула кваліфікацію сімейного лікаря.

## Політична кар'єра

### Депутатська діяльність, 1999—2011 роки
У 1999 році Де Блок була самовисуванцем на федеральних виборах як член ліберальної партії Vlaamse Liberalen en Democraten також відомої як VLD. Під час виборів вона була обрана членом Палати представників Бельгії від виборчого округу Брюссель-Галле-Вілворде.

### Початок кар'єри в уряді, 2011—2014 роки
Через чотири роки після виборів Меггі Де Блок обрали секретарем Палати представників на чотири роки. У 2010 році Де Блок також обійняла посаду голови Комітету з інфраструктури і обіймала її протягом року. Де Блок у грудні 2011 року була обрана державним секретарем з питань притулку, імміграції та соціальної інтеграції в новому федеральному уряді Ді Рупо, відразу після його формування.
У грудні 2012 року Де Блок призначили віце-головою Open VLD. У березні 2013 року читачі франкомовної газети La Libre Belgique визнали її «Жінкою року». В опитуваннях 2013 та 2014 років вона стала найпопулярнішим фламандським політиком, випередивши міністра-президента Фландрії Кріса Петерса.
Де Блок у липні 2014 році знову увійшла до уряду, обійнявши посаду міністра юстиції, відповідальним в уряді Ді Рупо за надання притулку, імміграцію, соціальну інтеграцію та скорочення бідності.

### Міністр охорони здоров'я, 2014—2020 роки
В уряді прем'єр-міністра Шарля Мішеля, сформованому в жовтні 2014 року, Меггі Де Блок була призначена міністром соціальних справ і охорони здоров'я. Присягаючи, вона назвала цю посаду «своєю давньою мрією». Критики сказали, що вона не подає правильний приклад як міністр охорони здоров'я через своє ожиріння, і вона відповіла, що «я знаю, що я не модель, але ви повинні дивитися, що всередині, а не упаковку».
Під час перебування на посаді міністра Де Блок брала участь в організації участі Бельгії в ліквідації наслідків епідемії гарячки Ебола в Західній Африці. У 2015 році Меггі координувала роботу представників міністерств здоров'я Бельгії та Нідерландів під час переговорів про придбання ліків від рідкісних захворювань із фармацевтичними групами. У червні 2015 року вона підписала королівський указ про легалізацію обмеженого використання медичного канабісу, який на той час включав лише оральний спрей Sativex для лікування розсіяного склерозу.
До 2015 року Де Блок була найпопулярнішим політиком у Фландрії, Валлонії та Брюсселі, що зробило її найпопулярнішим політиком у всій Бельгії.
У 2018 році під керівництвом Меггі Де Блок як міністерки охорони здоров'я стратегічний резерв респіраторів класу FFP2 було знищено через те, що він застарів і не поповнювався. Вона стверджувала, що не поповнювала їх, щоб заощадити гроші платників податків. Це рішення зазнало критики під час пандемії COVID-19, коли через дефіцит масок Бельгію однією з найбільш постраждалих країн від пандемії.
У вересні 2018 року компанія De Block вирішила запровадити уніфіковану упаковку для всіх тютюнових виробів у Бельгії.
9 грудня 2018 року було оголошено, що Де Блок знову відповідатиме за питання притулку та міграції, замінивши на цій посаді Тео Франкена. Вона займала цю посаду в попередньому уряді. Її офіційна посада в тимчасовому уряді Мішеля II і в наступному уряді Вільмеса іменувалася як міністерка соціальних справ і охорони здоров'я, а також політики надання притулку та міграції.
Під час ранньої фази пандемії COVID-19 у Бельгії Де Блок спостерігала за реакцією уряду. У травні 2020 року вона закликала країни Європейського Союзу бути «єдними» у розповсюдженні захисних масок. У липні 2020 року вона публічно розкритикувала відсутність більшої координації з сусідами Бельгії — Францією, Німеччиною та Нідерландами — як «велике занепокоєння».
Де Блок не було повторно призначено до уряду на чолі з Александером Де Кроо, а замість цього вона знову стала постійним членом бельгійського парламенту.

## Інші види діяльності
У 2020 році Європейське регіональне бюро Всесвітньої організації охорони здоров'я призначило Меггі Де Блок членом Пан'європейської комісії з охорони здоров'я та сталого розвитку під головуванням Маріо Монті.
Крім того, з 2020 року Де Блок є альтернативним членом Глобальної групи лідерів із антимікробної резистентності, співголовами якої є Шейх Хасіна та Міа Моттлі. Вона також приєдналася до Технічної консультативної групи ВООЗ (TAG) за єдине здоров'я.

## Нагороди
- Бельгія: Командор Ордена Леопольда II[34]